# Pulverförmige Sprengstoffe
| Pulverförmige Sprengstoffe         | Pulverförmige Sprengstoffe                                                                   |
| Chemische Zusammensetzung          | Chemische Zusammensetzung                                                                    |
| ---------------------------------- | -------------------------------------------------------------------------------------------- |
| Sprengkräftige Bestandteile        | - Ammoniumnitrat - Sprengöl (aliphatische Nitroverbindungen) - aromatische Nitroverbindungen |
| Weitere Bestandteile               | - Brennstoff: Mineralöle pflanzliche Öle                                                     |
| Physikalische Eigenschaften        |                                                                                              |
| Dichte g/cm³                       | ca. 0,8 bis 1,1                                                                              |
| Sauerstoffbilanz %                 | ca. 0                                                                                        |
| Explosionswärme kJ/kg              | ca. 4000                                                                                     |
| Schwadenvolumen l/kg               | von 900 bis 1000                                                                             |
| Spezifische Energie (l · MPa) / kg | ca. 1000                                                                                     |
| Detonationsgeschwindigkeit m/s     | von 2500 bis 4000                                                                            |
| Explosionstemperatur K             | unbekannt                                                                                    |
| Eigenschaftsvergleich              |                                                                                              |
| Brisanz                            | gering                                                                                       |
| Zündempfindlichkeit                | gering                                                                                       |
| Schwadenvolumen                    | hoch                                                                                         |
| Preis                              | sehr gering                                                                                  |
| Referenzen                         |                                                                                              |

Pulverförmige Sprengstoffe sind nach DIN 20163 eine Untergruppe der gewerblichen Sprengstoffe und werden zum Sprengen von Gesteinen und Erdboden in großem Maßstab eingesetzt. Dabei sind pulverförmige Sprengstoffe Sprengstoffe in Form von Pulver, die jedoch kein Schwarzpulver enthalten.

## Zusammensetzung
Pulverförmige Sprengstoffe sind meist ANC-Sprengstoffe, also Ammoniumnitrat (AN) mit Zusatz eines Kohlenstoffträgers (C) z. B. Mineralöl. Gelegentlich wird aus Umweltschutzgründen statt Mineralöl auch pflanzliches Öl eingesetzt, z. B. Rapsöl. Da reine ANC-Sprengstoffe jedoch nicht kapselempfindlich sind, sie lassen sich also nicht mit einer Sprengkapsel zünden, benötigen diese eine Verstärkerladung, bestehend  z. B. aus einer Schlagpatrone gelatinösen Sprengstoffs oder Emulsionssprengstoff bzw. aus Sprengschnur zur Detonation. Deswegen werden pulverförmige Sprengstoffe auch mit Sprengölen, Trinitrotoluol und anderen brisanteren Sprengstoffen gemischt, um die Zündung mit Sprengzündern zu erreichen. Es gibt aber auch pulverförmige Sprengstoffe auf Basis von TNT.
Die pulverförmigen Sprengstoffe zur Gesteinssprengung werden zur Kennzeichnung rötlich eingefärbt. Der Sprengstoff wird in Säcken geliefert oder, im großtechnischen Einsatz, von Tankfahrzeugen, sogenannten Mischladefahrzeugen, vor Ort gemischt und in die Bohrlöcher eingebracht.

## Eigenschaften
Die pulverförmigen Sprengstoffe haben im Mittel die in nebenstehender Tabelle angegebenen Kennwerte.
Pulverförmige Sprengstoffe haben eine geringe Brisanz, erzeugen dafür aber hohe Schwadenvolumen, sodass sie sich zur Gesteinsgewinnung eignen. Das gesprengte Haufwerk hat eine optimale Stückigkeit zur maschinellen Weiterverarbeitung.

## Anwendung
Pulverförmige Sprengstoffe werden für folgende Einsätze verwendet:
- Sprengen von Gestein (Großbohrlochsprengung)
- zur Stubbensprengung
- Kultursprengen von Erdboden (z. B. Deichsprengungen bei Katastrophenfällen)
- Zum Sprengen unter Tage werden pulverförmige Wettersprengstoffe verwendet, die bei Detonation geringere Explosionswärme und -temperatur erzeugen, um Schlagwetter zu vermeiden.

Der Vorteil der pulverförmigen Sprengstoffe liegt in der Einbringungsmethode. Diese können ober- wie untertägig entweder fertig gemischt als Sackware oder aus sogenannten Mischladefahrzeugen in die Bohrlöcher eingeblasen werden. Damit können pulverförmige Sprengstoffe die Bohrlöcher vollständiger ausfüllen als dies bei anderen Sprengstoffen der Fall ist. Problematisch z. B. bei Großbohrlochsprengungen ist die Überladung des Bohrlochs, wenn im Gestein Klüften oder hohle Kammern vorliegen. Dies kann den Sprengerfolg gefährden.

## Handelsnamen
Pulverförmige Sprengstoffe werden unter den folgenden Namen vertrieben:
- Andex, Exan von Orica Germany GmbH
- Wandex von sprewa Sprengmittel Nördlingen
- Wasadex von Wasagchemie AG Sythen
- Prillex von Westspreng Finnentrop
- Permonex von Sprengstoffwerke Gnaschwitz
- ExploAnfo von Hellenic Explosives Technology LTD. (Eltek)